# Assemblée fédérale (Autriche)
Pour les autres articles nationaux ou selon les autres juridictions, voir Assemblée fédérale.
Bâtiment du Parlement autrichien
L'Assemblée fédérale (en allemand : Bundesversammlung) est la réunion conjointe des deux chambres du pouvoir législatif de l'Autriche. Elle est formée de 243 membres avec 183 conseillers nationaux et 60 conseillers fédéraux. En tant qu'organe constitutionnel, elle se réunit uniquement à certaines occasions, en premier lieu lors de la prestation de serment du président fédéral.
L'Assemblée est dirigée par les présidents des deux chambres en ordre alternant. Elle siège dans la salle de l'ancienne Chambre des députés du Conseil d'Empire, au bâtiment du parlement à Vienne.

## Histoire
Conformément à la loi portant adoption de la Constitution fédérale (Bundes-Verfassungsgesetz, B-VG) de 1920, l’Assemblée fédérale était le collège électoral chargé d’élire le président fédéral, chef d’État de la Première République. L'amendement de la Constitution adopté en 1929 établit l'élection du président fédéral au suffrage universel direct ; néanmoins, c'était l'Assemblée fédérale qui réélit le président autrichien Wilhelm Miklas en 1931. Le 20 décembre 1945, après la Seconde Guerre mondiale et l'indépendance de l'Autriche, elle a élu à l'unanimité Karl Renner comme nouveau président de la Deuxième République.
Depuis l'élection de Theodor Körner en 1951, le président est directement élu par le peuple. L'Assemblée fédérale, déchue de son objectif principal, continue à assumer ses responsabilités restantes. 

## Rôle
Le Conseil national (Nationalrat) et le Conseil fédéral (Bundesrat) doivent se réunir en session conjointe publique à la prestation de serment du président fédéral et, en outre, à prendre des décisions sur une déclaration de guerre (Art. 38 B-VG). L'Assemblée fédérale est convoquée par le président fédéral ou, alternativement, par le chancelier fédéral ou les trois présidents du Conseil national. 
Bien que l'Assemblée fédérale se compose des deux chambres du parlement autrichien, elle n'a aucun rôle ou responsabilité dans le cadre des procédures législatives. Outre le processus de l'assermentation du président fédéral, il appartient à l'Assemblée de décider d'une demande de référendum relatif à la destitution du président ; un acte d'accusation contre le chef d'État devant la Cour constitutionnelle est soumis à son acceptation préalable. Jusqu'à présent aucun président n'est destitué ni accusé. De même, l'Assemblée fédérale n'a jamais fait usage du pouvoir de déclarer la guerre. 
Depuis l'entrée en vigueur de la Constitution fédérale en 1920, l'Assemblée fédérale s'est réunie dix-huit fois, tout récemment pour la prestation de serment du président Alexander Van der Bellen le 26 janvier 2017.